# Hamlin (Maine)
Hamlin es un pueblo ubicado en el condado de Aroostook en el estado estadounidense de Maine. En el Censo de 2010 tenía una población de 219 habitantes y una densidad poblacional de 3,52 personas por km².

## Geografía
Hamlin se encuentra ubicado en las coordenadas 47°4′47″N 67°53′7″O / 47.07972, -67.88528. Según la Oficina del Censo de los Estados Unidos, Hamlin tiene una superficie total de 62.26 km², de la cual 60.47 km² corresponden a tierra firme y (2.87%) 1.79 km² es agua.

## Demografía
Según el censo de 2010, había 219 personas residiendo en Hamlin. La densidad de población era de 3,52 hab./km². De los 219 habitantes, Hamlin estaba compuesto por el 94.06% blancos, el 0% eran afroamericanos, el 0.46% eran amerindios, el 3.2% eran asiáticos, el 0% eran isleños del Pacífico, el 0% eran de otras razas y el 2.28% pertenecían a dos o más razas. Del total de la población el 0% eran hispanos o latinos de cualquier raza.